# Haplothismia
Haplothismia es un género monotípico de plantas con flores perteneciente a la familia Thismiaceae, anteriormente estuvo clasificado en la familia Burmanniaceae. Su única especie: Haplothismia exannulata Airy Shaw, Kew Bull. 7: 277 (1952) es originaria del sur de la India